# Hendro Munsterman
Hendro Munsterman (Overdinkel, 21 augustus 1972) is een Nederlands theoloog en redacteur.

## Loopbaan
Munsterman studeerde theologie in Amsterdam en Straatsburg. Na zijn studie woonde hij twintig jaar in Frankrijk en werd daar directeur van het Centre Théologique de Meylan-Grenoble in Meylan en vervolgens als docent theologie en godsdienstwetenschappen aan de Université Catholique de Lyon en de Université Grenoble-Alpes. In 2015 werd hij freelance journalist voor het Nederlands Dagblad waar hij werkt als Vaticaancorrenspondent. In 2016 werd hij gekozen tot Katholiek van het Jaar.
- International Standard Name Identifier: 0000 0001 1057 5084
- Système universitaire de documentation: 096703776
- Virtual International Authority File: 39661611